# Козлиный остров
«Козлиный остров» (англ. Standing up) — фильм режиссёра Ди Джея Карузо, основанный на книге Брука Кола «Козлы» (англ. The Goats).

## Сюжет
Двое детей становятся жертвами шалости и странной «традиции» летнего лагеря: раздетых догола, их оставляют вместе на острове. Но вместо того, чтобы вернуться в лагерь и столкнуться с унижением и насмешками, они решают вместе пуститься в бега. Далее следует трёхдневная одиссея детей, с элементами открытия и самопознания.

## В ролях
- Аннализа Бассо — Грейс
- Чандлер Кентербери — Хоуи
- Рада Митчелл — мать Грейс
- Вэл Килмер — помощник шерифа

## Награды
В 2014 году фильм был номинирован в трёх номинациях премии Young Artist Awards.

## Музыка
Композитор Брайан Тайлер создал для фильма 18 композиций.